# Гіменоптерологія

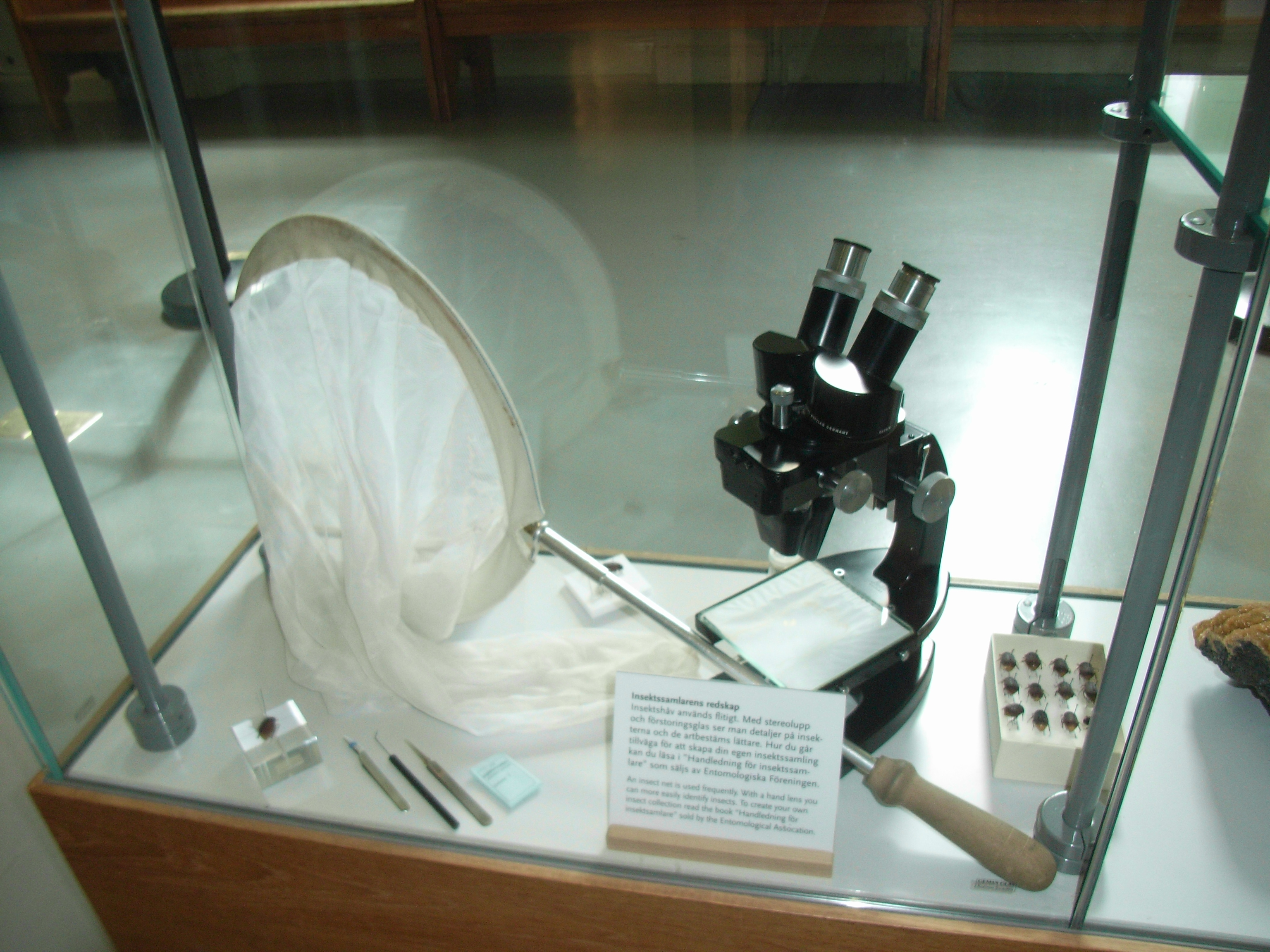
Спорядження гіменоптеролога.

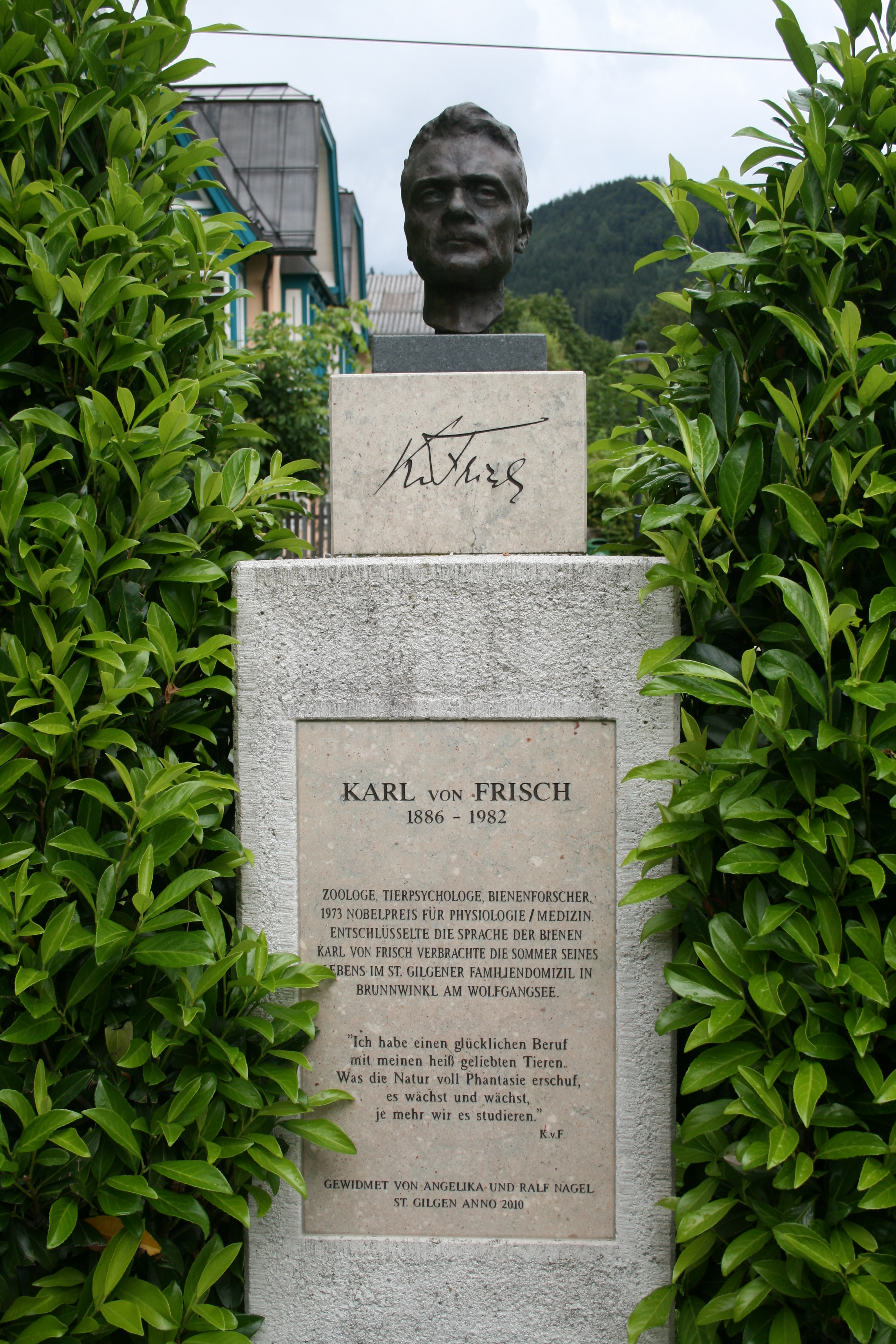
Пам'ятник Карлу Фрішу, Нобелівському лауреату, який розшифрував мову танцю бджіл.

Гіменоптерологія — розділ ентомології, який вивчає представників ряду Перетинчастокрилі (мурашки, їздці, оси, пильщики, бджоли, джмелі та інші).
Назва науки походить від наукової назви самого ряду — Hymenoptera. Розділами гіменоптерології є мірмекологія, апіологія та інші вужчі дисципліни.

## Товариства
Велика частина перетинчастокрилих веде суспільний спосіб життя, що здавна об'єднувало і їх дослідників у відповідні товариства.
- Міжнародна спілка дослідників суспільних комах[ru]
- Міжнародне товариство гіменоптерологів[ru]

## Симпозіуми
- Симпозіум країн СНД з перетинчастокрилих комах, Москва, 26-29 вересня 2006.  [Архівовано 18 вересня 2020 у Wayback Machine.],  [Архівовано 25 липня 2020 у Wayback Machine.]
- II Симпозіум країн СНД з перетинчастокрилих комах, 13-17 вересня 2010 року, Санкт-Петербург[3][4].
- Євроазійський Симпозіум з перетинчастокрилих комах (III Симпозіум країн СНД), планувався на 2014 (Київ)[5], але перенесений у Нижній Новгород (6-12 вересня 2015 року)[6]
- IV Євроазійський Симпозіум з перетинчастокрилих комах, 9-15 вересня 2019 року, Владивосток [Архівовано 7 листопада 2019 у Wayback Machine.]
- XIII Всеросійський мірмекологіческий симпозіум «Мурашки і захист лісу». Нижній Новгород, 26-30 серпня 2009.  [Архівовано 7 серпня 2020 у Wayback Machine.]

## Журнали
- Myrmecological News[en] («Myrmecologische Nachrichten») — Відень, Австрія.
- Insectes Sociaux[de], міжнародний науковий журнал, присвячений, переважно, суспільним перетинчастокрилим (заснований 1953 року, перший том вийшов 1954 року). Від 1990 року головний редактор — професор Йоган Біллен (Johan Billen, Левенський католицький університет, Левен, Бельгія). Випускає видавництво Birkhäuser[en] (Базель, Швейцарія) щоквартально (№ 1 — лютий, № 2 — травень, № 3 — серпень, № 4 — листопад). У лютому 2009 року вийшов 56-й том (№ 1).
- Journal of Hymenoptera Research[en] (ISSN 1314—2607, онлайн; ISSN 1070-9428, друкований). У травні 2012 року вийшов друком 27-й том[7].

## Фахівці з перетинчастокрилих
До гіменоптерологів відносять також мірмекологи, апіологи та інші вузькі фахівці.
- Грінфельд Едуард Карлович[ru] (1904—1990) — російський ентомолог, професор кафедри ентомології Ленінградського університету, працював у заповіднику «Ліс на Ворсклі», спеціаліст з комах-запилювачів і мурашок, доктор біологічних наук.
- Гребенников Віктор Степанович (23.04.1927-2001) — російський ентомолог, художник-анімаліст, фахівець з розведення та охорони джмелів.
- Гумовський Олексій Васильович
- Гусаковський Всеволод Володимирович (1904—1948) — російський ентомолог, фахівець з жалки́х перетинчастокрилих, рийних ос, описав близько 500 нових видів, підвидів і родів (понад 100 таксонів названо на його честь)[9].
- Длусський Геннадій Михайлович[ru] — російський ентомолог, мірмеколог
- Джанокмен Кларисса Олексіївна (нар. 1928) — казахстанська ентомологиня, фахівчиня з їздців-хальцидів родини Pteromalidae, докторка біологічних наук.
- Єрмоленко Валерій Михайлович (1920—2006) — український ентомолог, гіменоптеролог, фахівець з пильщиків (Hymenoptera, Symphyta).
- Зерова Марина Дмитрівна (р. 29.12.1934) — українська ентомологиня, фахівчиня з хальцидоїдних їздців (Eurytomidae, Chalcidoidea)
- Казенас Володимир Лонгинович[ru] — казахстанський ентомолог, фахівець з рийних ос, доктор біологічних наук
- Жан-Жак Кіффер[ru] — французький ентомолог, фахівець з паразитичним перетинчатокрилих
- Караваєв Володимир Опанасович
- Козлов Михайло Олексійович[ru] — російський ентомолог, фахівець з паразитичним перетинчастокрилих
- Кононова Світлана Василівна
- Лелей Аркадій Степанович[ru] — російський ентомолог, фахівець з ос-німок та іншим жалки́х перетинчастокрилих, доктор біологічних наук.[10]
- Меєр Микола Федорович[ru] (1889—1946) — радянський ентомолог (фахівець з Ichneumonidae)
- Мочарі Александр[ru] — угорський ентомолог
- Ласло Мочар[ru] (10.12.1914—18.06.2015), угорський ентомолог, професор, фахівець з жалки́х перетинчастокрилих (ос-блискіток, бетилід тощо)
- Мярцева Світлана Миколаївна[ru] (нар. 1939) — радянська, туркменська і мексиканська ентомологиня (фахівчиня з Encyrtidae), докторка біологічних наук (1983), колишня заступниця директора Інституту зоології Академії наук Туркменської РСР. Від 2000-х років працює в Мексиці в лабораторії прикладної ентомології університету[en] в місті Сьюдад-Вікторія (штат Тамауліпас).
- Нікольська Марія Миколаївна[ru] — російська радянська ентомологиня, працювала у відділенні перетинчастокрилих комах Зоологічного інституту РАН, визначна фахівчиня з хальцидоїдних їздців (Chalcidoidea) (Hymenoptera).
- Осичнюк Ганна Захарівна (1926—1998) — українська ентомологиня, фахівчиня з бджолиних (Apoidea).
- Попов Володимир Веніамінович[ru] (1902—1960) — радянський ентомолог, член-кореспондент АН СРСР
- Радченко Володимир Григорович
- Радченко Олександр Григорович
- Расніцин Олександр Павлович[ru] — російський ентомолог, палеонтолог, гіменоптеролог
- Сугоняєв Євген Семенович[ru] (1931—2014) — російський ентомолог, співробітник відділення перетинчастокрилих комах Зоологічного інституту РАН, визначний фахівець з паразитичних перетинчастокрилих (Hymenoptera), хальцидоїдних їздців (Chalcidoidea) родини Encyrtidae, теоретик біологічного методу захисту рослин, доктор біологічних наук.
- Тобіас Володимир Іванович[ru] — російський ентомолог, віце-президент (з 1971) Всесоюзного ентомологічного товариства, визначний фахівець з паразитичних перетинчастокрилих, доктор біологічних наук.
- Тряпіцин Володимир Олександрович[ru] — російський ентомолог, визначний фахівець з паразитичних перетинчастокрилих (Hymenoptera), хальцидоїдных їздців (Chalcidoidea) родини Encyrtidae, теоретик біологічного методу захисту рослин.
- Теленга Микола Абрамович (1905—1966) — український ентомолог, гіменоптеролог, фахівець з паразитичних перетинчастокрилих (Hymenoptera, Ichneumonoidea), теоретик біологічного методу захисту рослин, доктор біологічних наук, працював в Інституті захисту рослин УААН (Київ)
- Толканіц Валентина Гнатівна
- Фурсов Віктор Миколайович
- Говард Еванс[ru] — американський ентомолог, спеціаліст з ос, академік Національної академії наук США.
- Яснош Валентина Адамівна (Тбілісі)
- Пауль Блютген[de] (25.7.1880 — 2.9.1967) — фахівець з перетинчастокрилих (оси та ін.).[11]
- Андреас Вернер Ебмер (Andreas Werner Ebmer) (нар. 8.5.1941, Лінц) — священник та ентомолог, фахівець з перетинчастокрилих (бджоли та ін.)[12]
- Антоніо Джордані Сойка[en](1913—1997) — італійський ентомолог, фахівець по ос.[13]
- Зденек Бучек[en] (1924—2011) — чесько-британський гіменоптеролог, фахівець з хальцидоїдних їздців, автор понад 1100 таксонів перетинчастокрилих (47 рівня родини і 281 рівня роду)[14][15][16]
- Йозеф Гузенляйтнер (Josef Gusenleitner) (17.09.1929) — австрійський гіменоптеролог, описав 500таксонів ос